# Ayent
Ayent es una comuna suiza del cantón del Valais, localizada en el distrito de Hérens. Limita al norte con las comunas de Lauenen (BE) y Lenk im Simmental (BE), al este con Icogne, al sur con Saint-Léonard y Sion, y al oeste con Grimisuat, Arbaz y Savièse.